# Via Industrialis

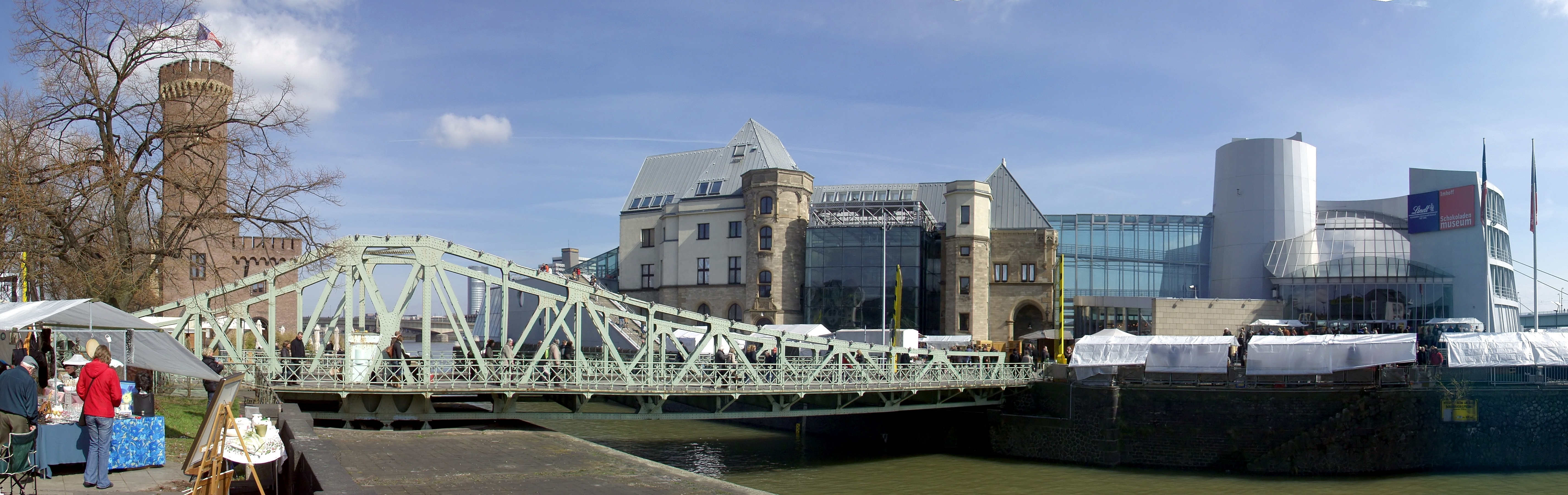
Rheinauhafen – Drehbrücke und Schokoladenmuseum

Die Via Industrialis ist ein touristisches Informationsnetzwerk zu Denkmalen der Industriekultur und Technikgeschichte in Köln, das 2015 vom Verein Rheinische Industriekultur e.V. ins Leben gerufen wurde.

## Routen
Derzeit besteht die Via Industrialis aus sechs Routen, die mit Unterstützung des Landes Nordrhein-Westfalen im Internet präsentiert werden. Sie sind als Rundwege mit Abstechern angelegt und bedienen die Stadt Köln. ausgerichtet nach den Himmelsrichtungen: Kölner Norden, Westen, Süden und Köln rechtsrheinisch sowie die Bereiche Innenstadt und Kölner Brücken und Häfen. Jede Route hat etwa 10 (Süden) bis 20 (rechtsrheinisch) Stationen.

## Objekte
Das Netzwerk führt 2015 etwa 100 Industriedenkmäler beziehungsweise bedeutende Industriebauten auch neuerer Zeit auf, wie zum Beispiel das Hochwasserpumpwerk von Kaspar Kraemer von 2005–2008.

## Informationsstelen

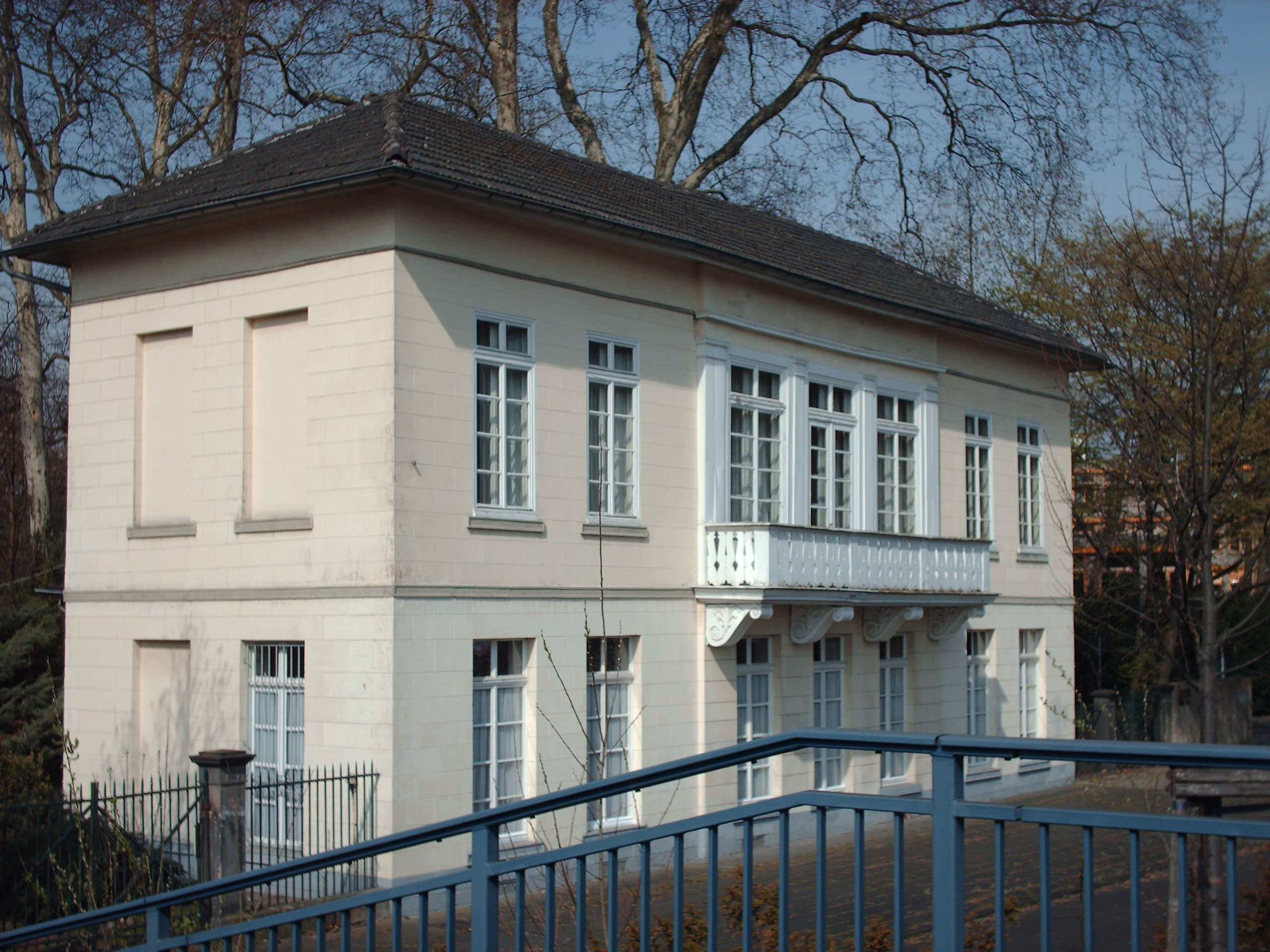
Ehemaliger Bahnhof Belvedere

Zukünftig sollen möglichst viele Objekte auch mit einer Informationsstele ausgestattet werden. Die Gestaltung der Stele orientiert sich dabei an einem von Niklaus Fritschi für den Industriepfad Gerresheim entwickelten Modell, einem dreiseitigen Pfeiler aus Edelstahl. Die Stelen können mit öffentlichen Zuschüssen errichtet oder von Firmen, Vereinen und Privatleuten gestiftet werden.

### Liste der Stelen
- Schwarze Bahn, Standort: Klettenberggürtel (seit Juni 2015)
- Bahnhof Belvedere, Köln-Müngersdorf, Belvederestraße (ab 12. Dezember 2015)
- Postbahnhof (Designpost), Deutz, Deutz-Mülheimer Straße (ab 23. Januar 2016)
- Blei- und Zinkwarenfabrik Leyendecker, Ehrenfeld, Venloer Straße 429 (Leo-Amann-Park) (ab 16. Juni 2018)
- Gremberghoven, Bahnhofsplatz (ab 7. September 2018)
- 4711 Kölnisch-Wasser-Fabrik, Köln-Ehrenfeld, Venloer Straße 245 (ab 1. September 2020)
- Köln-Frechen-Benzelrather Eisenbahn, Standort: Bahnwärterhäuschen, Aachener Straße 305 (ab 8. Juli 2021)
- Mülheimer Hafen, Standort: Uferweg vor dem Lindgens-Lokschuppen, Hafenstraße 7 (ab 4. Mai 2022)